# Jean Piot (homme politique)
Pour les articles homonymes, voir Piot.
Jean Piot est un journaliste et un homme politique français, né le 27 juin 1889 à Châlons-sur-Marne (Marne) et décédé le 5 juin 1948 à Paris.

## Biographie
Jean Odile Piot est le fils de Paul-Henry Piot et Hélène Stéphanie Soudoyez. Son père, d'abord instituteur, devient ensuite « professeur économe » des Écoles normales à Châlons-sur-Marne (1880-1899) puis Laon (1899-1921). Officier de l'Instruction publique depuis 1906, il fut nommé chevalier de la Légion d'honneur par décret du 29 mars 1930 et décoré le 13 mai 1930 par son fils alors officier de la Légion d'honneur.
Jean Odile Piot étudie au lycée de Laon. Il intègre en 1907 l'École normale supérieure. Il devient journaliste et collabore à la fondation de L'Œuvre, aux côtés de son directeur, Gustave Téry, normalien également et qui a été auparavant son professeur au lycée de Laon. L’Œuvre est à ses débuts un « hebdomadaire nationaliste de tendance républicaine et vaguement socialisante », antisémite aussi. Il se présente à Mamers aux élections législatives de 1914, à la veille du scrutin, contre Joseph Caillaux, par hostilité à son égard, avec l'étiquette de « républicain de gauche », mais il ne remporte que quelques dizaines de voix,.
Exempté de service militaire en 1911 pour raisons de santé, il est mobilisé en décembre 1914, dirigé le 9 avril 1915 comme élève aspirant vers l’École militaire de Saint-Maixent puis affecté dans l'infanterie et promu sergent le 12 août 1915. Son courage et ses actions d'éclat lui valent de terminer la Première Guerre mondiale avec le grade de lieutenant (obtenu en octobre 1918 après celui de sous-lieutenant en avril 1917). Trois fois blessé, il a obtenu la Croix de guerre avec six citations et a été fait chevalier de la Légion d'honneur le 29 septembre 1918. En 1936, il est promu capitaine d'infanterie de réserve. Remobilisé avec ce grade en 1939, il est affecté à l'état-major de la 5e Armée.
Il collabore ensuite à L'Œuvre, quotidien depuis 1915, et au quotidien Bonsoir, fondé par Téry en janvier 1919, pendant vespéral de L'Œuvre. Il en est un temps le rédacteur en chef, à partir de 1920, avant de devenir chef des services d'information de L'Œuvrepuis en 1924 rédacteur en chef de ce journal, remplaçant Robert de Jouvenel.
Après une tentative infructueuse en 1919 sur la liste du Bloc républicain de gauche et une autre en 1928, à Paris, il est élu député de la Seine en 1932, battant Louis Delsol (qui l'avait battu en 1928) au second tour, et siège au groupe radical-socialiste,. Il est vice-président de la commission d'enquête sur les évènements du 6 février 1934. Candidat du Front populaire en 1936, il est battu au second tour par le candidat des droites, Noël Pinelli.
Cet homme de gauche est dans la première moitié des années 1920 membre du comité central de la Ligue de la République, fondée en 1921 et présidée par Paul Painlevé, à l'instar de Gustave Téry, directeur de L'Œuvre, et de son rédacteur en chef, Robert de Jouvenel. Il appartient aussi au comité exécutif de la Ligue des anciens combattants pacifistes au début des années 1930 et au comité central de la Ligue des droits de l'homme, à partir de 1938,.
Il reste rédacteur en chef de L'Œuvre, est partisan d'une ligne éditoriale pacifiste à la fin des années 1930,. Durant la drôle de guerre, en avril 1940, il est nommé rédacteur en chef du « Radio-Journal » par le ministre Ludovic-Oscar Frossard,. Après la défaite de juin 1940 et la mise en place du régime de Vichy, il est à nouveau rédacteur en chef de L'Œuvre, désormais dirigée par Marcel Déat, partisan de la collaboration. Il appelle à accepter la défaite et à construire « l'Europe » où l'Allemagne doit jouer « un rôle prépondérant ». Il n'occupe cependant cette fonction que quelques mois : il doit la quitter sous la pression des Allemands en octobre 1940,.
À la Libération, la commission professionnelle d'épuration, composée de journalistes résistants, accepte de lui attribuer la carte de presse. Il devient aussitôt rédacteur en chef du quotidien L'Aurore, qui occupe les locaux parisiens de L'Œuvre. Cette fonction dans un journal issu de la Résistance alors qu'il a un temps soutenu Déat en 1940 lui est reprochée, notamment par les communistes ou par Albert Bayet, ancien collaborateur de L'Œuvre, résistant, président de la Fédération nationale de la presse française. L'Aurore et Piot s'en expliquent en septembre 1944. L'Aurore est anticommuniste. Piot se montre hostile à un nouveau Front populaire, aux communistes et à l'URSS dans ses éditoriaux. Il est un partisan du colonialisme et, dans un éditorial en août 1945, devient la première personne à utiliser l'expression "Françafrique" (plutôt que Félix Houphouët-Boigny à qui ce terme a souvent été attribué).
Il conserve sa fonction de rédacteur en chef jusqu'à sa mort en 1948 mais une maladie l'éloigne de son métier et de son journal.

### Témoignages
Plusieurs anciens collaborateurs de Piot ont évoqué la période qui a suivi la Première Guerre mondiale. Henri Béraud, qui a travaillé sous sa direction à Bonsoir, dresse son portait dans Les Derniers Beaux Jours (Plon, 1953) : 

« Long à n'en pas voir le bout, moulé dans un fourreau de parapluie, fendu comme un échassier, il arborait gravement, au ras des plafonds, une toute petite tête, coiffée jusqu'aux yeux d'un invariable feutre gris suède. Féru d'élégance britannique, habillé par le bon faiseur, toujours guêtré, (...) pince-sans-rire, buveur sans reproche, éternel gamin, notre Jean était de surcroit un authentique héros. Quand il revint du front, en uniforme, sa vareuse faisait penser à une palmeraie sous une constellation : six bananes, on ne sait combien d'étoiles, le tout récolté fusil au poing, sur le casse-pipe. Sa valeur morale égalait sa bravoure militaire. »

Henri Jeanson note quant à lui : « Jean Piot était revenu de la guerre avec deux ficelles, trois mètres de croix de guerre, de la Légion d'honneur, de la médaille militaire et la nostalgie du casse-pipe. Guerrier par tempérament, mais pacifiste par le cœur et la raison, il cherchait la solution à son problème dans la multiplication des apéritifs. Au demeurant le meilleur des rédacteurs en chef ». André Guérin, ancien de L'Œuvre, normalien (1919), évoque le monde des normaliens au lendemain de la Première Guerre mondiale, nouveaux ou anciens, et présente Piot comme un « joyeux drille vociférant ». Piot est l'animateur d'un « club des Jacobins » dans un café de la rue Saint-Jacques fréquenté depuis l'avant-guerre par les normaliens : 

« C'est même un « archicube », Jean Piot, rescapé de l'infanterie, cousu de blessures et de citations, qui est reconnu, en 1920, comme l'animateur incontesté. Il rédige en chef le journal Bonsoir avant de passer à L'Œuvre de Gustave Téry, connaît tout le répertoire du quartier qu'il entonne d'une voix à faire trembler le plafond, du reste peu solide, et ne se fait nullement prier, l'heure venue, pour monter sur une des tables de marbre et danser entre les piles de soucoupes une sorte de gigue espagnole bien à lui. Un maître. Qui finira, une nuit, au cours de ses exercices, par bel et bien se casser la jambe boulevard Saint-Michel, ce qui ne l'empêchera pas d'être élu député radical du XIVe arrondissement. »

Le dessinateur Henri Monier l'évoque au sein de la rédaction de L'Œuvre : « Jean Piot, à 33 ans (...) est un grand garçon filiforme et truculent. (...) Il boit sec et parle haut. Le meilleur fils du monde, il pique des crises et, dans ce cas, ses vociférations front trembler les vitres et aussi l'échine du coupable. (...) Mais ces tempêtes ne durent pas. Vite, on revient au beau fixe car, de rancune, Piot n'eut jamais une once (...) C'est lui qui, dans une large mesure, donne la vie au journal. Il a le secret de la manchette percutante qui, mieux qu'un long papier, campe le climat du jour ». Des échos fielleux publiés sous l'Occupation évoquent son alcoolisme.

## Publications
- Le village, Paris, E. Figuière, 1914, 259 p. (roman)
- Le monde des journaux : tableau de la presse française contemporaine (avec André Billy), Paris, G. Crès et Cie, 1924, 243 p.
- Comme je les vois, Paris, Éditions du Sagittaire, 1926

## Distinctions
- Commandeur de la Légion d'honneur (1937)[35],[7] [3]
- Croix de guerre 1914-1918
- Croix du combattant

## Sources
- « Jean Piot (homme politique) », dans le Dictionnaire des parlementaires français (1889-1940), sous la direction de Jean Jolly, PUF, 1960 [détail de l’édition]